# Association of Pentecostal Churches of America
Association of Pentecostal Churches of America var ett amerikanskt trossamfund, bildat i december 1895, genom samgående mellan tre församlingar med bakgrund i den wesleyanska helgelserörelsen:
- Utica Avenue Pentecostal Tabernacle
- Bedford Avenue Pentecostal Church
- Emmanuel Pentecostal Tabernacle

Den 12 november 1896 anslöt sig the Central Evangelical Holiness Association till samfundet.
Kända företrädare för det nya, gemensamma samfundet var Hiram F Reynolds, H B Hosley, C Howard Davis, William Howard Hoople och senare, E E Angell. Vissa av dessa var ursprungligen lekmannapredikanter som kom att avskiljas som pastorer av sina respektive församlingar.
Under missionssekreterare Reynolds ambitiösa ledarskap gjordes offensiva missionssatsningar på Kap Verde-öarna, i Indien och på andra platser. Officiellt organ för samfundet var tidningen The Beulah Christian.
Den 10 till 17 oktober 1907 samlades delegater från samfundet med representanter från Nazaréerkyrkan till en generalförsamling i Chicago. Man beslutade att gå samman och bilda ett nytt trossamfund, the Pentecostal Church of the Nazarene. Phineas F Bresee och Hiram F Reynolds valdes till superintendenter.